# Re’uven Schaeri

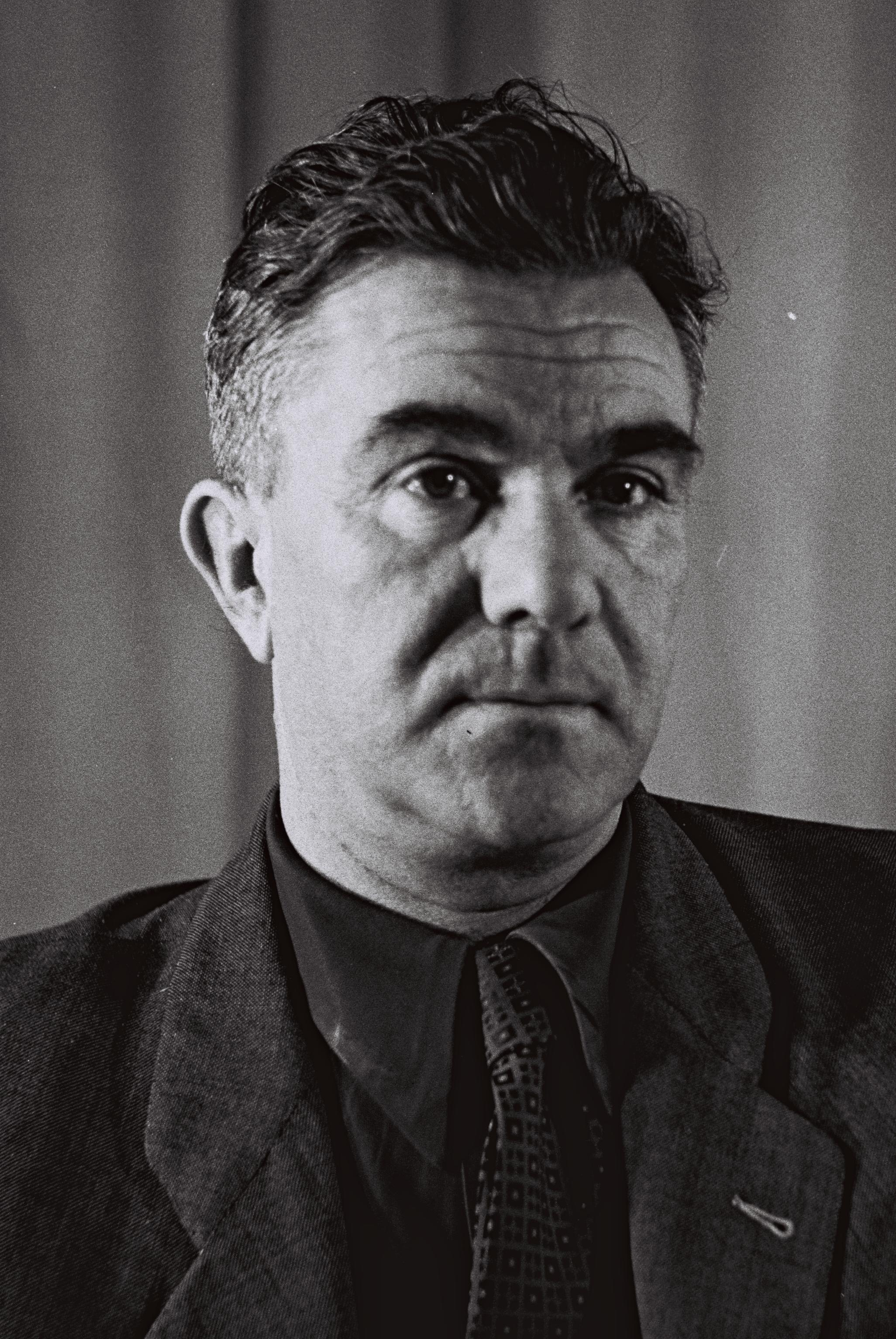
Re’uven Schaeri, 1951

Re’uven Schaeri (hebräisch ראובן שֶׁרִי‎, Geburtsname: Re’uven Schreibman hebräisch ראובן שרייבמן‎; * 7. April 1903 in Komrat, Kaiserreich Russland (heute Moldawien); † 6. Juli 1989 in Israel) war ein israelischer Politiker. Er war in der 2. Legislaturperiode vom 2. April – 8. Oktober 1951 stellvertretender Verkehrsminister in Israel. Er war von der 1. bis zur 2. Legislaturperiode Knessetabgeordneter des Mapai von 1949 bis 1955.

## Leben
Schaeri erhielt eine gewöhnliche traditionelle hebräische Erziehung, bevor er die Hochschule in Kischinau besuchte. Er studierte Rechtswissenschaften an der Universität und gehörte zu den Gründern des rumänischen Zweigs der Ze'ire Zion (צעירי ציון). 1925 wanderte er in Palästina ein, wo er Mitglied der Haganah wurde. Er war Sekretär des Arbeiter-Rates von Kfar Saba (1930–1934) und später des Arbeiterrates von Rehovot (1934–1943) und von Jerusalem (1943–1949). Während der Schlacht um Jerusalem (30. November 1947 – 11. Juni 1948) war er ein Mitglied des Jerusalem-Komitees. Im selben Jahr wurde er Gemeinderatsmitglied der Stadt Jerusalem und wurde stellvertretender Bürgermeister Jerusalems bis 1951.

## Auszeichnungen
- 1984: Sheri erhielt den Yakir Yerushalayim (hebräisch יַקִּיר יְרוּשָׁלַיִם‎; Würdiger Bürger Jerusalems) von Jerusalem.[2]